# Sieroce pociągi

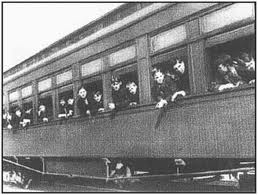
Sierocy pociąg

Sieroce Pociągi (ang. Orphan Train) – akcja społeczna, w ramach której osierocone i bezdomne dzieci z przeludnionych miast Wschodniego Wybrzeża Stanów Zjednoczonych trafiały do rodzin zastępczych zamieszkałych na obszarach wiejskich Środkowego Zachodu. Akcja trwała od 1853 do 1929 roku, a w jej wyniku przesiedlono ćwierć miliona osieroconych, porzuconych i bezdomnych dzieci. Dwie instytucje filantropijne, Towarzystwo Pomocy Dzieciom (Children's Aid Society) założone przez Charlesa Loringa Brace'a oraz, nieco później, katolicki Nowojorski Szpital Dla Podrzutków (New York Foundling Hospital), opracowały program pomocy dzieciom w dramatycznej sytuacji życiowej. Osierocone i porzucone dzieci – w samym tylko Nowym Jorku ich liczbę szacowano w latach pięćdziesiątych XIX wieku na trzydzieści tysięcy – znajdowały nowy dom na zachodzie Ameryki. Dzieci transportowano koleją – tak zwanymi „sierocymi” albo „dziecięcymi pociągami”. Przesiedlanie zakończono w latach dwudziestych XX wieku, kiedy w Stanach Zjednoczonych zaczęto wprowadzać jednolity program rodzin zastępczych. 

## Historia
Brace uważał, że zinstytucjonalizowana opieka jedynie hamuje właściwy rozwój dziecka i oddziałuje na nie destrukcyjnie. Twierdził, że dziecko wyrośnie na samodzielnego człowieka i odpowiedzialnego obywatela tylko dzięki pracy, edukacji i silnym więziom rodzinnym. Wiedział, że pionierzy osiedlający się na amerykańskim Zachodzie potrzebują rąk do pracy, więc postanowił zorganizować transporty sierot. „W każdej amerykańskiej wspólnocie, zwłaszcza na Zachodzie, przy stole żywota jest wiele wolnych miejsc – pisał. - Starczy i dla gospodarzy, i dla przybyszy”. Dzieci wysłano koleją na zachód – tak zwanymi „sierocymi pociągami”. Czasem trzydzieścioro albo czterdzieścioro dzieci – w przedziale wiekowym od czterech do osiemnastu lat, choć zdarzały się i młodsze – podróżowało pod opieką dwojga, trojga dorosłych. Na początku warunki podróży były bardzo złe, pociągi nie różniły się zbytnio od wagonów bydlęcych. W późniejszych latach nastąpiła poprawa pod tym względem. Dzieci zachęcano do całkowitego zerwania z przeszłością. Transport przybywał do małego miasteczka, a lokalne władze zwoływały mieszkańców zainteresowanych przejęciem opieki nad dziećmi. Dzieci wprowadzano na podest, żeby było je można obejrzeć. Często śpiewały i tańczyły, aby wzbudzić zainteresowanie. Czasem mieszkańcy obmacywali im mięśnie i sprawdzali uzębienie, potem zabierali je do domów. Rodzeństwa były rozdzielane, bo najczęściej brano po jednym dziecku. Niektóre dzieci stawały się zwykłymi służącymi, inne adoptowano, oficjalnie lub nieoficjalnie, jako członka rodziny. W latach 1853–1929 ponad ćwierć miliona dzieci pojechało „sierocymi pociągami” na zachód, gdzie czekało ich nowe życie. W Concordia w stanie Kansas znajduje się Narodowe Muzeum Sierocych Pociągów (The National Orphan Train Complex), w którym są zgromadzone archiwa i pamiątki. Dwaj znani „pasażerowie sierocych pociągów” to gubernator Alaski John Green Brady i gubernator Dakoty Północnej Andrew Burke. 

## Odbiór społeczny
Akcja była niekiedy krytykowana. Niektórzy abolicjoniści postrzegali ją jako nową formę niewolnictwa, z kolei zwolennicy niewolnictwa widzieli w niej element ruchu abolicjonistycznego, gdyż wskutek zatrudniania dzieci niewolnicy stawali się zbędni. 

## Katolickie sieroce pociągi
Nowojorski Szpital Dla Podrzutków został założony przez katolickie Zgromadzenie Sióstr Miłosierdzia Wincentego a Paulo w celu kierowania dzieci niezamężnych kobiet do adopcji w katolickich domach. Powodem była między innymi obawa, że Stowarzyszenie Pomocy Dzieciom będzie umieszczało sieroty wyłącznie w rodzinach protestantów. Młode kobiety bardzo często porzucały nowo narodzone dzieci u wejścia do szpitala, dzwoniły do drzwi i uciekały. W 1870 roku śmiertelność niemowląt znacznie spadła, wskutek czego pojawiło się dużo zdrowych dzieci w wieku od dwóch do czterech lat wymagających opieki. Drogie katolickie sierocińce były przeznaczone dla starszych dzieci, oddanych przez rodziców z powodu biedy. Jednocześnie powstało duże zapotrzebowanie na dzieci wśród bezdzietnych rodzin farmerskich, więc Szpital Dla Podrzutków zorganizował wysyłkę sierot na Zachód – rocznie tysiąc dzieci trafiało do katolickich rodzin zarekomendowanych przez miejscowych księży. Jeśli wynikały problemy, wysyłano agenta, który przenosił dziecko w lepsze miejsce. Akcja trwała do lat dwudziestych XX wieku, kiedy wprowadzono zasadę umieszczania dzieci w sierocińcach i rodzinach zastępczych w Nowym Jorku. 

## Narodowe Muzeum Sierocych Pociągów
Narodowe Muzeum Sierocych Pociągów (The National Orphan Train Complex albo The National Orphan Train Museum and Research Center) znajduje się w mieście Concordia w stanie Kansas. Celem instytucji jest upamiętnienie tej akcji społecznej poprzez zachowanie relacji i przedmiotów pozostałych po sierotach przesiedlanych w latach 1853-1929. Muzeum gromadzi materiały oświatowe, zbiory dawnych fotografii i pamiątek.